# Самюел Джонсън
Д-р Самюел Джонсън (на английски: Samuel Johnson) е английски творец – поет, есеист, моралист, литературен критик, биограф, редактор и лексикограф.

## Биография
Роден в Личфийлд, графство Стафордшир. Учи една година в Колежа Пемброук в Оксфорд, но напуска по финансови причини. Работи като учител в Лондон, а в свободното си време пише материали за „Списанието за джентълмени“ (The Gentleman's Magazine). Сред ранните му творби са биографията на Ричард Савидж, поемите „Лондон“ (1738) и „Суетата на човешките желания“ (The Vanity of Human Wishes) и пиесата „Ирена“ (Irene).
През 1755 г. е публикуван неговият „Речник на английския език“, който оказва силно влияние върху развитието на съвременния английски език и е определен за „едно от най-големите постижения в науката“. Речникът му носи слава и успехи и до публикуването 150 години по-късно на първия Оксфордски речник се счита за най-качествения английски речник. Сред по-късните творби на Джонсън са множество есета, анотирано издание на пиесите на Шекспир и популярният роман „Историята на Раселас, принц на Абисиния“ (The History of Rasselas, Prince of Abissinia). През 1763 г. пътува до Шотландия и описва преживяванията си в „Пътешествие до западните острови на Шотландия“ (A Journey to the Western Islands of Scotland). В края на живота си публикува опуса „Животът на най-известните английски поети“ (Lives of the Most Eminent English Poets) – сборник с биографии и критически преглед на поети от 17 и 18 век.
Според някои изследователи Джонсън е страдал от синдрома на Турет. Умира на 13 декември 1784 г. Погребан е в Уестминстърското абатство. След смъртта си Джонсън е признат за един от най-влиятелните английски литературни критици.

## Избрани произведения
|           | Есета, памфлети, периодични издания, проповеди |
|           | |
| 1732 – 33 | Бирмингамски журнал (Birmingham Journal) |
| 1747      | План за Речник на английския език |
| 1750 – 52 | Скитникът (The Rambler) |
| 1753 – 54 | Авантюрист (The Adventurer) |
| 1756      | Universal Visiter |
| 1756-     | Литературен преглед (The Literary Magazine, or Universal Review) |
| 1758 – 60 | Безделникът (The Idler) |
| 1770      | Фалшива тревога (The False Alarm) |
| 1771      | Размисли върху последните събития около Фолклендските острови (Thoughts on the Late Transactions Respecting Falkland's Islands)                                           |
| 1774      | Патриот (The Patriot) |
| 1775      | Пътуване до западните острови на Шотландия (A Journey to the Western Islands of Scotland)                                                                                 |
| 1775      | Данъци, а не тирания (Taxation No Tyranny) |
| 1781      | The Beauties of Johnson |
|           | |
|           | Поезия |
|           | |
| 1728      | Месия, превод на латински на поемата на Александър Поуп |
| 1738      | Лондон |
| 1747      | Пролог на откриването на театъра Друри лейн |
| 1749      | Суетата на човешките желания (The Vanity of Human Wishes) |
| 1749      | Ирена |
|           | |
|           | Биографии и критика |
| 1744      | Животът на Ричард Савидж |
| 1745      | Общи наблюдения върху трагедията Макбет |
| 1756      | Животът на Браун в Християнска нравственост („Life of Browne“ in Thomas Browne's Christian Morals)                                                                        |
| 1756      | Предложение за публикуване, чрез абонамент, на драматичните творби на Уилям Шекспир (Proposals for Printing, by Subscription, the Dramatick Works of William Shakespeare) |
| 1765      | Предговор към Пиесите на Уилям Шекспир |
| 1765      | Пиесите на Уилям Шекспир |
| 1779 – 81 | Животите на най-известните английски поети |
|           | |
|           | Речник на английския език |
|           | |
| 1755      | Предговор към Речник на английския език |
| 1755      | Речник на английския език |
|           | |
|           | Новели |
| 1759      | Историята на Раселас, принц на Абисиния |